# Sven guldsmed
Sven guldsmed var borgare i Åbo och nämns från 1443 till 1467. 
År 1443 sålde predikarebrodern i Åbo kloster, senare priorn i dominikanklostret i Viborg, Henrik Jordansson sin fäderneärvda tomt belägen vid Kyrkogatan till Sven guldsmed. Tomten låg närmast Groparna vid lilla bron på Kyrkogatan. Köpeskillingen var 100 mark. Kyrkogatan var stadens förnämsta gata med flera av kyrkans prebendehus och löpte mellan Åbo domkyrka och Stortorget. På halva vägen korsades gatan av Gropen eller stadsdiket. Gården i fråga låg på södra sidan av Gropen och på sydöstra sidan av Kyrkogatan. År 1449 sålde borgaren i Åbo Karin Olofsdotter (Rödsko), änka efter frälsemannen Peder Busse, en tomt i Åbo, som hon hade fått av riksrådet Henrik Bidz, till Sven guldsmed. Tomten låg uppsides vid Svens gård och således mot sydost vid Gropen. Köpeskillingen var 100 mark. År 1455 pantsatte Sven guldsmed hos domkyrkan en bebyggd gård, som rådmannen Peder Kovasydän tidigare ägde. I gengäld fick han ett lån om 200 mark och om lånet inte återbetalades skulle domkyrkan få behålla gården. Lånet godkändes av Svens hustru Birgitta Eskilsdotter. I pantbrevet räknas upp Svens övriga skulder, som dels gällde kostnader för hans tidigare hustrus begravning drygt 15 mark, skulder till olika landskyrkor om drygt 156 mark, en privatperson 40 mark och Svens dotter Tole som skulle få 100 lödiga mark. År 1467 sålde Sven med samtycke av sin hustru och dotter gårdarna vid Gropen till domkyrkan för 470 mark och gav genast sin dotter en gård som hade ägts av Olof Andersson Tolk och 100 mark för hennes mödernearv. 
Av källorna framgår att Sven guldsmed var en förmögen man som ägde minst tre eller fyra stadstomter. Han hade en dotter från det första äktenskapet och en andra hustru senast 1455. Hans skuldförbindelser med landskyrkor kan avse att han har mottagit mynt och söndriga eller föråldrade föremål i ädelmetall från dem för uppsmältning och bearbetning. Hans gårdar vid Kyrkogatan gav honom vid försäljningen en god vinst och till dem lade kyrkan senare ytterligare tomter längs Gropen. Där uppfördes en prebendegård för högaltaret i domkyrkans Alla helgons kapell, som grundades ca 1480. Allhelgonagården var en av de mest betydande prebendegårdarna i Åbo. Sven guldsmeds verksamhet som guldsmed illustreras av den nattvardskalk  med paten i förgyllt silver, som i mitten av 1400-talet skänktes till stadens Sankt Görans hospital av en släktgrupp i Åbo. Kalken bär en stämpel i bottnen med ett spegelvänt S, vars ändar är upprullade. I Helga Korskyrkan i Raumo finns en nattvardskalk som i bottnen har två likadana stämplar. Kalken har ursprungligen funnits i Helga trefaldighetskyrkan i Raumo som brann 1640. Från Svens verkstad härstammar möjligen en nattvardskalk i Hollola som är försedd med en majuskel S på en av nodknopparna men som har samma utformning som stämplarnas S. En kalk i Rusko kyrka kan möjligen tillskrivas Svens verkstad eftersom den har en likadan sarg på foten som den i Raumo. Även Ejbykalken i Åbo domkyrka har tillskrivits honom.